# Duhkha
Duḥkha (pal. dukkha दुक्ख; skt दुःख; chiń. ku 苦; kor. ko 고(苦); jap. ku 苦; wiet. khổ) – buddyjskie określenie pochodzące z sanskrytu oznaczający cierpienie lub bolesność, często jest też tłumaczone jako psychiczny dyskomfort związany z brakiem trwałego zadowolenia.

## Etymologia
Gorycz, nieszczęście, cierpienie, ból, niedola, trudność, bolesność – to synonimy słowa duhkha. W buddyzmie pojęcie przezwyciężenia cierpienia ma zasadnicze znaczenie i związane jest z naukami o Czterech Szlachetnych Prawdach, które ukazują Szlachetną Prawdę o Ścieżce Prowadzącej do Ustania Cierpienia, oraz naukami o uwarunkowaniu dwunastu ogniw współzależnego powstawania.

## Opis różnych rodzajów cierpień
Wyodrębnia się różne rodzaje i poziomy cierpień w zależności, czy rozpatruje się je w stosunku do uwarunkowanej egzystencji, tj. sansary, czy do czujących istot w sansarze. Buddyzm zna wykazy dwóch, trzech, czterech, sześciu, ośmiu i dziesięciu rodzajów cierpienia.
- Dwa rodzaje cierpienia
  - cierpienie wewnętrzne (fizyczne i umysłowe)
  - cierpienie zewnętrzne (np. atak z zewnątrz itd.)
- Trzy rodzaje cierpienia
  - cierpienie wprost, jako takie (duḥkha-duḥkha), np. cztery pierwsze z ośmiu cierpień
  - cierpienie przez przemianę na gorsze (vipariṇama-duḥkha), np. trzy kolejne z ośmiu cierpień
  - cierpienie przez uwarunkowanie, niepewność istnienia złożonych tworów uwarunkowanych (saṁskāra-duḥkha), np. ostatnie z ośmiu cierpień
- Cztery cierpienia
  - narodziny
  - choroba
  - starość
  - śmierć
- Sześć cierpień

1. niepewność (zdrowia, bogactwa, czasu życia itp.)
2. brak całkowitej satysfakcji
3. odrodzenia (reinkarnacja) w ciałach wciąż znowu i od nowa
4. narodziny wciąż znowu i od nowa
5. utrata statusu (odrodzeń) wciąż znowu i od nowa
6. brak towarzystwa, samotność odrodzeń

- Osiem cierpień (wymienionych w pierwszym kazaniu Buddy)

1. cierpienie narodzin
2. cierpienie starzenia się
3. cierpienie chorób
4. cierpienie umierania
5. cierpienie rozłąki z tym, co miłe (np. z najbliższymi)
6. cierpienie połączenia z tym, co niemiłe (doświadczania niechcianego)
7. cierpienie braku realizacji pragnienia (np. nieuzyskania własności)
8. cierpienie niepewności swego losu w sansarze (nietrwałości pięciu grup składników osobowości skandh, niepewności „ja” i „moje”, np. trud utrzymywania własności, pozycji społecznej, zdrowia ciała i psychiki)

Ponadto wyróżnia się cztery fakty o uwarunkowanym istnieniu w sansarze:
1. każde narodziny prowadzą do śmierci
2. to, co zgromadzone, musi ulec rozpadowi
3. ci, o wysokim statusie, upadną w niższe stany
4. wszystkie spotkania skończą się rozłąką

Na buddyjską koncepcję cierpienia można spojrzeć pod trzema aspektami:
- Duhkha jako zwyczajne cierpienie. Mimo że słowo duhkha znaczy właśnie cierpienie, ból, smutek, nędzę, to jednak ma ono w buddyzmie z reguły głębsze filozoficzne znaczenie i łączy się z takimi określeniami jak niedoskonałość, nietrwałość, pustka, niesubstancjalność. Tu można zaliczyć wymienione uprzednio osiem cierpień, czyli wszelkie formy fizycznego i psychicznego cierpienia dające się zakwalifikować jako ból lub cierpienie.
- Duhkha jako produkt zmienności. Wszystkie szczęśliwe chwile, uczucia, warunki życia nie są trwałe i wieczne. Zmieniają się wcześniej czy później. Te zmiany powodują ból i cierpienie. Niemożność utrzymania zadowolenia w doświadczaniu zjawisk, gdyż w miarę czasu, choć doświadczanie początkowo przynosi mniej lub bardziej intensywną przyjemność, to zamienia się stopniowo w przesyt lub niedosyt, aż w końcu nie można go znieść.
- Duhkha jako uwarunkowane stany. To najbardziej filozoficzny aspekt pojęcia cierpienia, które jest związane z uwarunkowaną egzystencją. Punktem wyjścia jest analiza tego, co postrzegamy jako istnienie, jako indywidualne czy też jako ja. W buddyzmie to, co nazywamy ja, jest tylko kombinacją ciągle zmieniających się umysłowych i fizycznych sił lub energii, które podzielone są na pięć skupisk zwanych skandhami lub pañcaskandhami. Cierpienie to obejmuje wszystkie istoty w Samsarze, gdyż posiadają skupiska (sanskryt: skandhy) uwarunkowane zgromadzoną splamieniami karmą, tj. indywidualnie rozwinięte ciało, uczucia, percepcje, mentalne formacje oraz świadomość. Uniemożliwia to doświadczanie natury rzeczywistości i umysłu (siunjata) i osiągnięcie pełnej satysfakcji. Związane jest to z niewiedzą opisaną w Dwunastu Ogniwach Współzależnego Powstawania.

Owe trzy kategorie cierpienia odróżnia się ze względu na poziomy uwarunkowania egzystencji tj. sansary: jako oczywiste cierpienie fizyczne bądź psychiczne, jako nietrwałość uwarunkowanych stanów i jako samą istotę tego uwarunkowania związaną z niewiedzą – fundamentalnym ogniwem w dwunastu ogniwach współzależnego powstawania. Cierpienie jest więc wszechobecne w sansarze.

## Opis stanów wyzwolenia od dukkha
W buddyzmie tylko stan buddy, bodhistattwy bądź arhata pozwala wykroczyć poza wszystkie uwarunkowane stany, poza wszelkie rodzaje cierpienia, poza sansarę. W theravadzie „Nieuwarunkowane Wyzwolenie” (pāli animitta-vimokkha) oraz w mahajanie „trzy ciała Buddy” nie należą do uwarunkowanego istnienia, którego cechą jest cierpienie.
W buddyzmie theravady jest nauczane, że jeżeli usunie się niewiedzę, realizując brak atmana („duszy”) podlegającego jakiejkolwiek karmie i reinkarnacji, to nastąpi wyzwolenie od wszelkich uwarunkowanych stanów szczęśliwości i cierpień, inaczej zwane wyzwoleniem od dukkha. Mądrość wglądu (pali. suññatā) odnosi się do zrealizowania anatty, czyli niesubstancjalności wszystkich zjawisk jako pozbawionych „ja” i czegokolwiek, co należy do „ja”. „Doktryna anatta lub „nie-duszy” jest naturalnym rezultatem analizy pięciu skupisk i nauki o współzależności (pali: paticca-samuppāda; dwunastu ogniw współzależnego powstawania)... Nie ma niczego poza pięcioma skupiskami, co można odnaleźć jako atman, jaźń „ja” lub inną niezmiennie istniejącą istotę.
Według mahajany owe pojęcie anatmana, pochodzące od wczesnych szkół buddyjskich zwanych umownie hinajaną (tłum. „pomniejszym pojazdem”), włączone jest do szerszego pojęcia siunjata. Charakterystyczną cechą buddyzmu mahajany jest zmiana ideału soteriologicznego z „wyzwolenia tylko siebie samego” arhata na ideał bodhisattwy, który może osiągnąć trzy ciała Buddy. Bodhisattwa praktykuje postawę bodhiczitty poprzez praktykę Sześciu Paramit w ciągu, jak to opisują tradycyjne nauki, „trzech niezliczonych okresów”, czyli trudnych do zliczenia odrodzeń (reinkarnacji). Ostatecznie zrealizowane trzy ciała Buddy mogą się przejawiać nie tylko w nirwanie, ale i w samsarze, tj. sześciu światach cierpienia, dla pożytku wszystkich odczuwających to cierpienie „czujących istot”.
Do mahajany zalicza się również buddyzm tybetański. Praktykuje się tam tantry jogi najwyższej, które powiada się, że bezpośrednio umożliwiają praktykującemu zrealizowanie trzech ciał Buddy, nawet w ciągu jednego żywota. Owe tantryczne metody w medytacji dają dostęp do stanu zwanego „Przejrzyste Światło”. Jeżeli przebywanie w „Przejrzystym Świetle” można będzie kontynuować pod koniec naturalnego procesu własnej śmierci, co po tybetańsku nazywać się będzie tukdam (wylie. thugs dam), to w zamian formowania się stanu przejściowego bardo stawania się (Wylie. Sidpai bardo) nastąpi formowanie się tantrycznego „Iluzorycznego Ciała” (Wylie. sgyu-lus), „ciała”, z którego następnie może być wybrane „Ciało Emanacji” (tulku, Wylie. sprul sku). Tantrycznie transformowane jest w ten sposób tworzenie się własnej samsary w tworzenie się trzech ciał Buddy odpowiadających mahajanie, odpowiednio dharmakaji, sambhogakaji i nirmanakaji. Powszechnie znanymi postaciami tulku w buddyzmie są dalajlamowie i karmapowie.